# Pal de pluja
El pal de pluja és un instrument idiòfon de percussió. Sona per sacseig difós a Amèrica central, Amèrica del Sud, Àfrica i Oceania des de l'antiguitat i se'n diu que ajuda a invocar la pluja en temps de sequera.

## Característiques
El pal de pluja és un instrument autòcton de l'Amèrica del Sud. Es troba molt estès entre els pobles aborígens així com entre els pastors de Xile (conegut com a «charrasca»). A les illes de la Melanèsia rep el nom de bastó de paraula i, talment com un rellotge de sorra, cronometra i autoritza el temps de què disposa cada orador en les reunions, mentre van baixant els grans o llavors amb què s'ha omplert. D'ençà del darrer terç del segle xx s'ha incorporat també en la música comercial d'arreu del món.
En moltes zones es tocava amb la creença que, per un fenomen de simulació auditiva, podia atreure la pluja, per la qual cosa ha estat tradicionalment molt vinculat als ritus propiciatoris de les precipitacions atmosfèriques i en la cultura de l'aigua al llarg de diverses civilitzacions històriques.
La majoria d'aquests instruments —si més no els sud-americans— són elaborats amb troncs de cactus que en ser assecats al sol queden buits de dins. Consisteixen en un tub de fusta i estret parcialment farcit amb mongetes o llavors i que presenta una sèrie d'espines arranjades en forma helicoïdal a la superfície interna. Quan el pal es gira del revés (amb relació a la posició en la qual estava inicialment) les llavors van cap a l'altre extrem del tub i, en repicar amb les espines, emeten un soroll que d'alguna manera recorda el de la pluja. Per a un efecte més realista, als rituals es combina amb altres instruments simultàniament, de manera que mentre un deixa de sonar, ho fan els altres. Endemés segons les dimensions donen sons més aguts o més greus, tot i que sempre de so indeterminat. També s'obtenen efectes diversos segons el grau d'inclinació que es dona al tub.
Sovint, els pals de pluja són venuts com a records als turistes que visiten parts diverses d'Amèrica Llatina, inclòs el sud dels Estats Units d'Amèrica. Altres materials que es fan servir, particularment en altres zones, són la canya de bambú i petites pedres en lloc de grans, entre molts altres. Més actualment, també de plàstic, tant el pal com les boles de l'interior. Fet i fet, atesa la seva simplicitat de construcció, el pal de pluja s'ha convertit en un instrument que es fabrica en escoles i altres espais educatius; en aquest cas s'empren altres materials més manipulables com els rotlles de cartró.